# Zamek Bierzgłowski
Zamek Bierzgłowski (deutsch Schloss Birglau) ist ein Ortsteil der Gemeinde Łubianka (Luben)  im Powiat Toruński (Thorn) der polnischen Woiwodschaft Kujawien-Pommern.

## Lage
Der Ort liegt im Kulmerland im ehemaligen Westpreußen,  etwa  14 Kilometer nordwestlich der Stadt Toruń (Thorn) und 32 Kilometer östlich der Stadt Bydgoszcz (Bromberg). Das Dorf Bierzgłowo (Birglau) ist etwa 3 km entfernt. Zamek Bierzgłowski hatte einen Bahnhof an der Bahnstrecke Toruń–Chełmno.

## Geschichte
Die Ortschaft war bis zum Ende des Ersten Weltkriegs ein Gutsbezirk, Schloss Birglau genannt, im Landkreis Thorn,  Regierungsbezirk Marienwerder, der Provinz Westpreußen.
Im Ort befindet sich ein gotisches Kreuzritterschloss aus der Zeit des Deutschordensstaats, das in den Jahren 1270–1305 anstelle einer vom Deutschen Orden um 1260 erbauten  Burg errichtet wurde und das zu den ältesten seiner Art zählt. Es war Sitz der Komturei Birgelow.  Die ältere Burg war nach 1267, während der Regierungszeit des Landmeisters Ludwig von Baldersheim (1263–1269),  bei einem Einfall der Pruzzen niedergebrannt worden.
Vom Jahr 1520 an befand sich Schloss Birglau im Besitz der Stadt Thorn.
Im 18. Jahrhundert wurden bei archäologischen  Ausgrabungen in den Sandhügeln im Umland von Schloss Birglau zahlreiche vorzeitliche Grabstätten aufgefunden. Der Rittergutsbesitzer Hermann Guse (1834–1904) bewirtschaftete um 1860 das Rittergut Schloss Birglau. Bis 1920 war Schloss Birglau Königliche Domäne des Domänenpächters Erwin Hasbach, die er auf Anweisung der polnischen Regierung verlor. 
Nach dem Ersten Weltkrieg musste das Kreisgebiet mit Schloss Birglau 1920 aufgrund der Bestimmungen des Versailler Vertrags zur Einrichtung des Polnischen Korridors an die Zweite Polnische Republik abgetreten werden. Durch den Überfall auf Polen 1939 wurde die Region vom Deutschen Reich völkerrechtswidrig annektiert. Schloss Birglau wurde mit dem Kreis Thorn dem Regierungsbezirk Bromberg im Reichsgau Danzig-Westpreußen zugeordnet.
Nach Ende des Zweiten Weltkriegs kam der Ort wieder an Polen.

### Bevölkerungsentwicklung

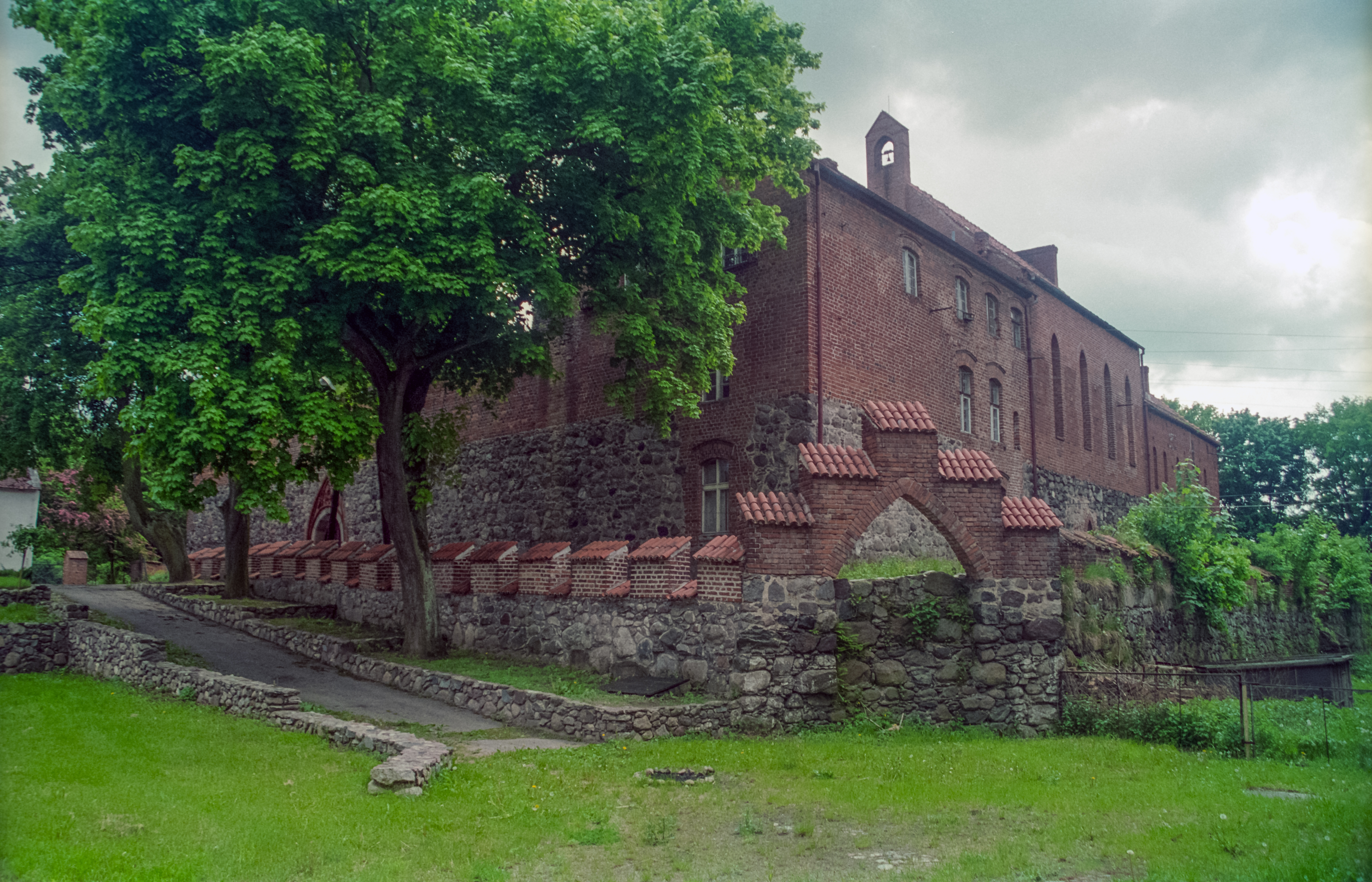
Das Schloss (2007)

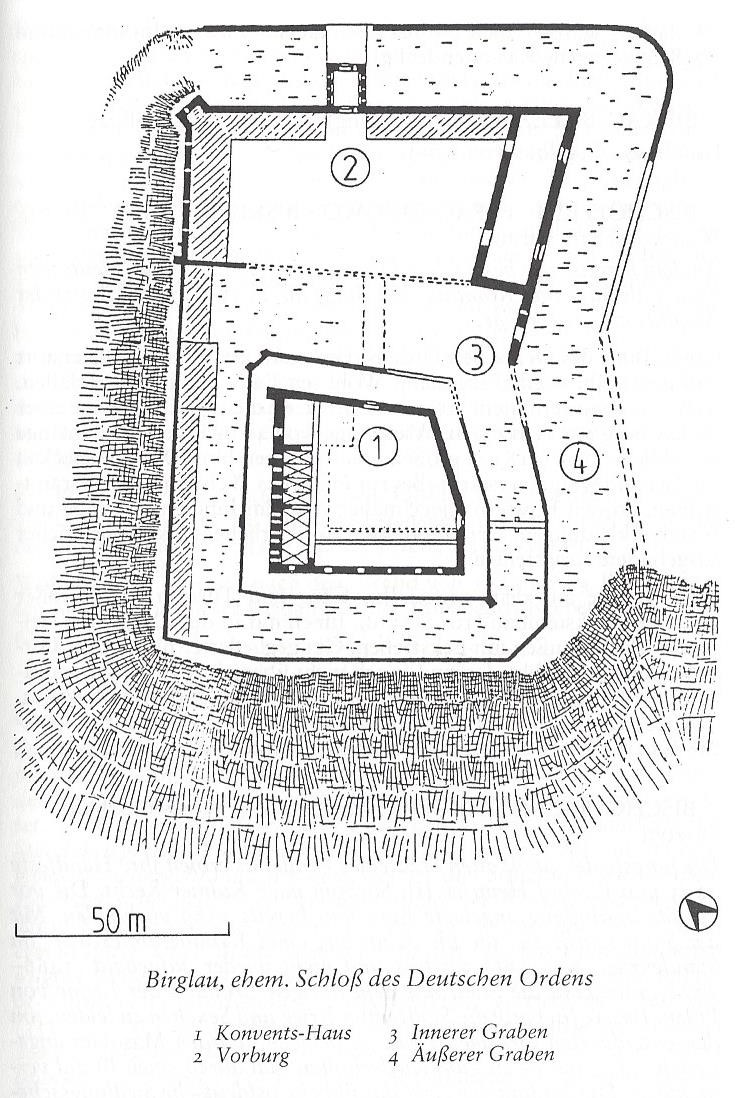
Grundriss des Schlosses

| Jahr | Einwohner | Anmerkungen                                 |
| ---- | --------- | ------------------------------------------- |
| 1831 | 157       | bei 20 Feuerstellen (Haushaltungen)         |
| 1864 | 198       | darunter 76 Evangelische und 101 Katholiken |
| 2012 | ca. 490   |                                             |

## Sehenswürdigkeiten
- Schloss, poln. Zamek w Bierzgłowie.